# Carabanzo
Carabanzo es una parroquia del concejo de Lena, en el Principado de Asturias (España), y un lugar de dicha parroquia. El lugar de Carabanzo es la única entidad singular de población de la parroquia.

## Descripción
La parroquia —y el lugar— tienen una población de 179 habitantes (2020).
El lugar de Carabanzo se encuentra en las coordenadas 43°11′11.29″N 5°47′9″O / 43.1864694, -5.78583, a una altitud de 500 m. Dista 7,1 km de la capital del concejo, Pola de Lena, por la carretera LE-1. 
La parroquia linda al norte con el concejo de Mieres, al que se accede por otra carretera de unos 2 km que llega hasta Santa Cruz de Mieres.
Ambas carreteras han sido recientemente arregladas y adecentadas para el uso de los habitantes del pueblo, de los pueblos vecinos, visitantes y demás usuarios.[cita requerida]
El lugar de Carabanzo es un pueblo de origen romano, cuyo nombre proviene de carabantium (caravana). Los distintos nombres de los barrios del pueblo evocan el pasado del mismo, formando punto de paso de la vía romana de La Carisa que descendía de los altos de Ranero y Carraceo desde Pendilla.
En el mismo pueblo hay elementos arquitectónicos de gran valor. Cabe destacar el Palacio de los Faes-Miranda (pendiente de rehabilitación) del cual a día de hoy solo se conserva la torre principal en un estado próximo al derrumbamiento. Se puede apreciar el escudo de su fachada reacondicionado, sus aleros, balcones, ventanas... Hace unos años en el interior del mismo se encontraron monedas antiguasan, monedas con supuesto elevado valor, que en un principio iban a servir para reacondicionar el mismo palacio y realizar un museo en su interior, pero el proyecto no se llegó a realizar.[cita requerida]
Cuenta también con una iglesia en la que se conserva un bonito retablo e imágenes de santos. La techumbre de esta iglesia estaba siendo restaurada en el mes de febrero de 2010.[cita requerida]
Se unen además los no escasos horreos que adornan el pueblo en casi todos sus lugares, construcciones protegidas por el Principado en perfecto estado y conservación.[cita requerida]
En los últimos años el pueblo ha revivido con la creación de varias asociaciones: Asociación de Vecinos Mejoras de Carabanzo, Asociación de Mujeres La Carisa, Asociación de Mayores San Román, Asociación de Xóvenes. Las mismas se encargan de realizar tareas y organizar eventos para mayores y pequeños. Y cabe destacar la acción de la asociación de Xovenes que es la encargada de organizar y llevar a cabo las fiestas del 15 de agosto, fiestas que centran su temática en el pasado astur-romano del poblado y que mediante bailes, desfiles de disfraces, mercados, luchas, batallas,... recrean unos días durante el verano el pasado del poblado y su relación con la Vía Carisa. Son fiestas de interés turístico y cultural, que han ensalzado los valores del pueblo mismo otorgándole fama y prestigio. Al grito de "Carabanzo ye Nación" comenzaron a desarrollarse todas estas actividades.[cita requerida]